# Markt (Geertruidenberg)

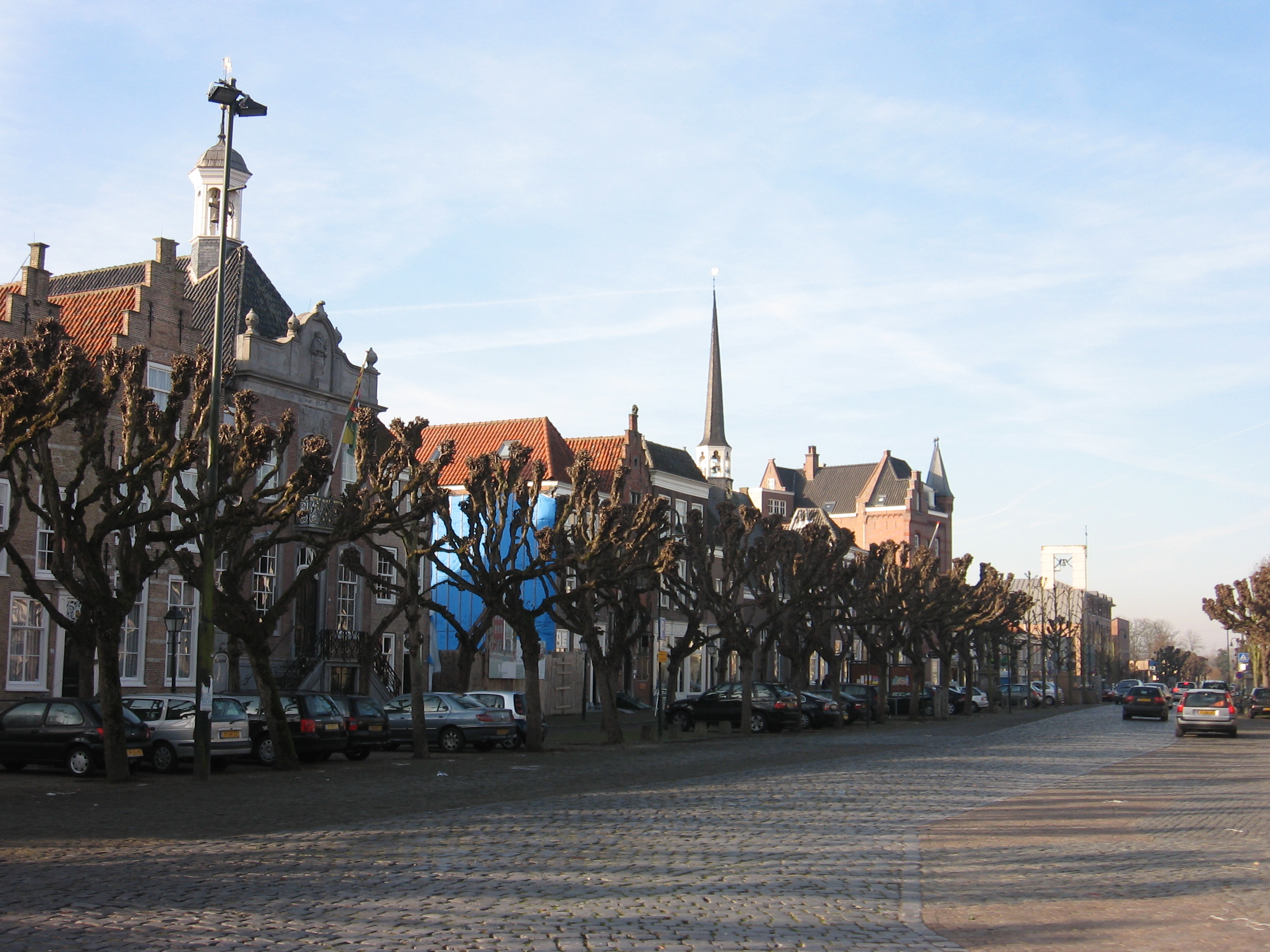
De Markt

De Markt in Geertruidenberg is onderdeel van het beschermd stadsgezicht in deze vestingplaats. Rondom de markt staan koopmanshuizen met ervoor de leilinden. De aanwezige 18e-eeuwse pompen waren vroeger ontmoetingsplaatsen waar het stadsnieuws verteld werd.
Aan de Markt zijn verschillende monumentale panden gelegen, zoals het stadhuis, De Roos, Het Weeshuys, de Hoofdwacht en de Geertruidskerk.

## Foto's

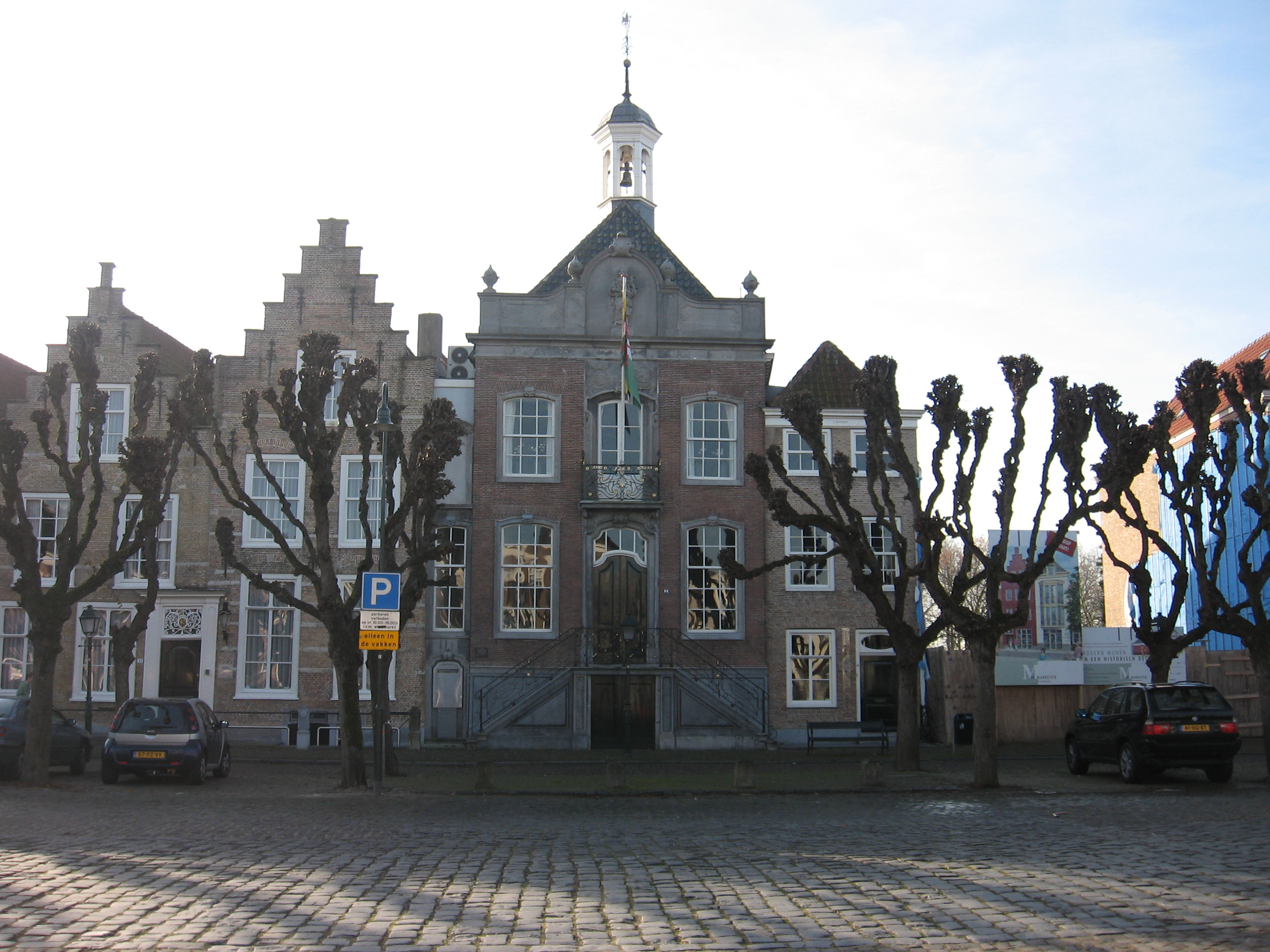
stadhuis
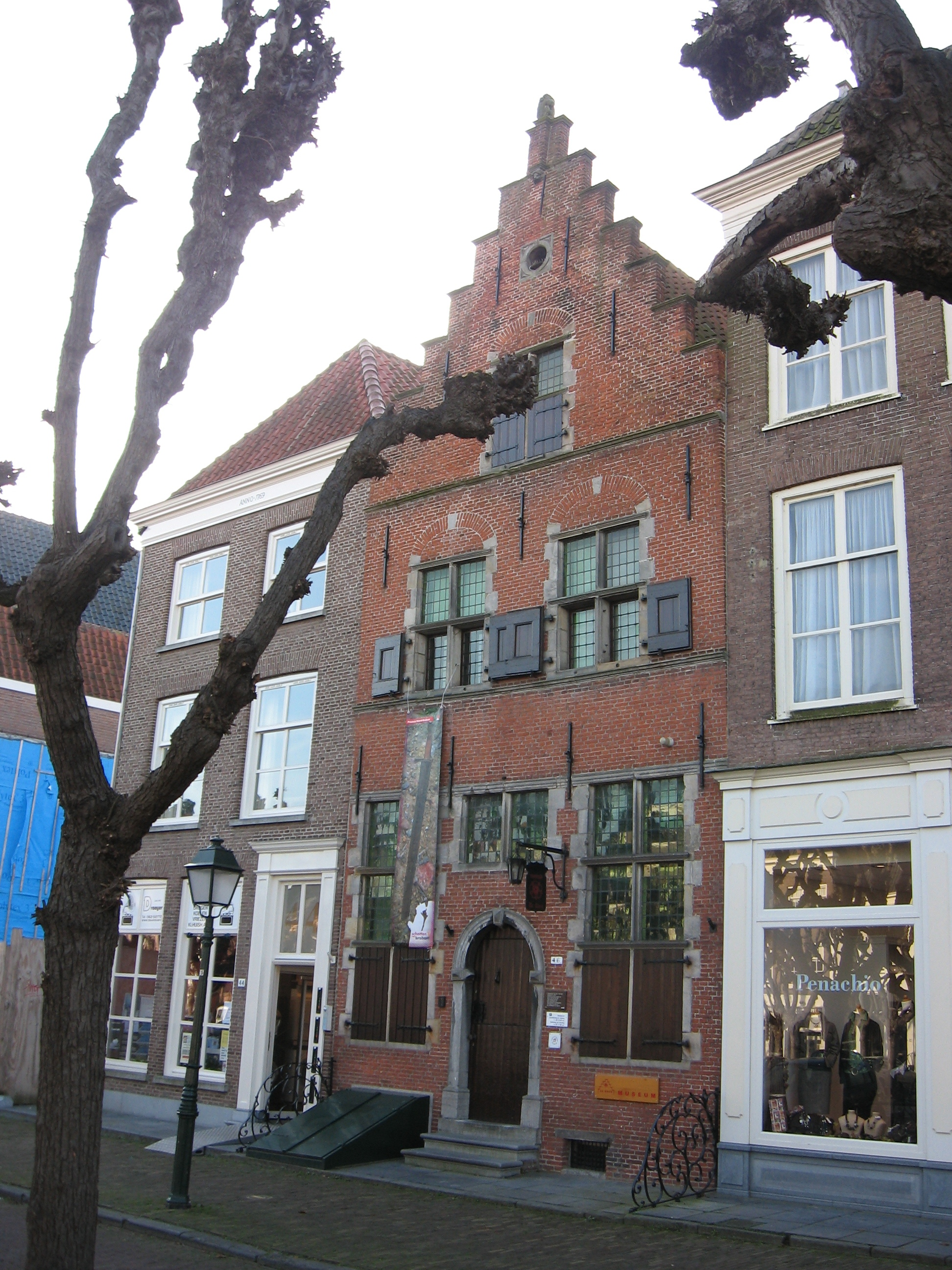
Museum de Roos
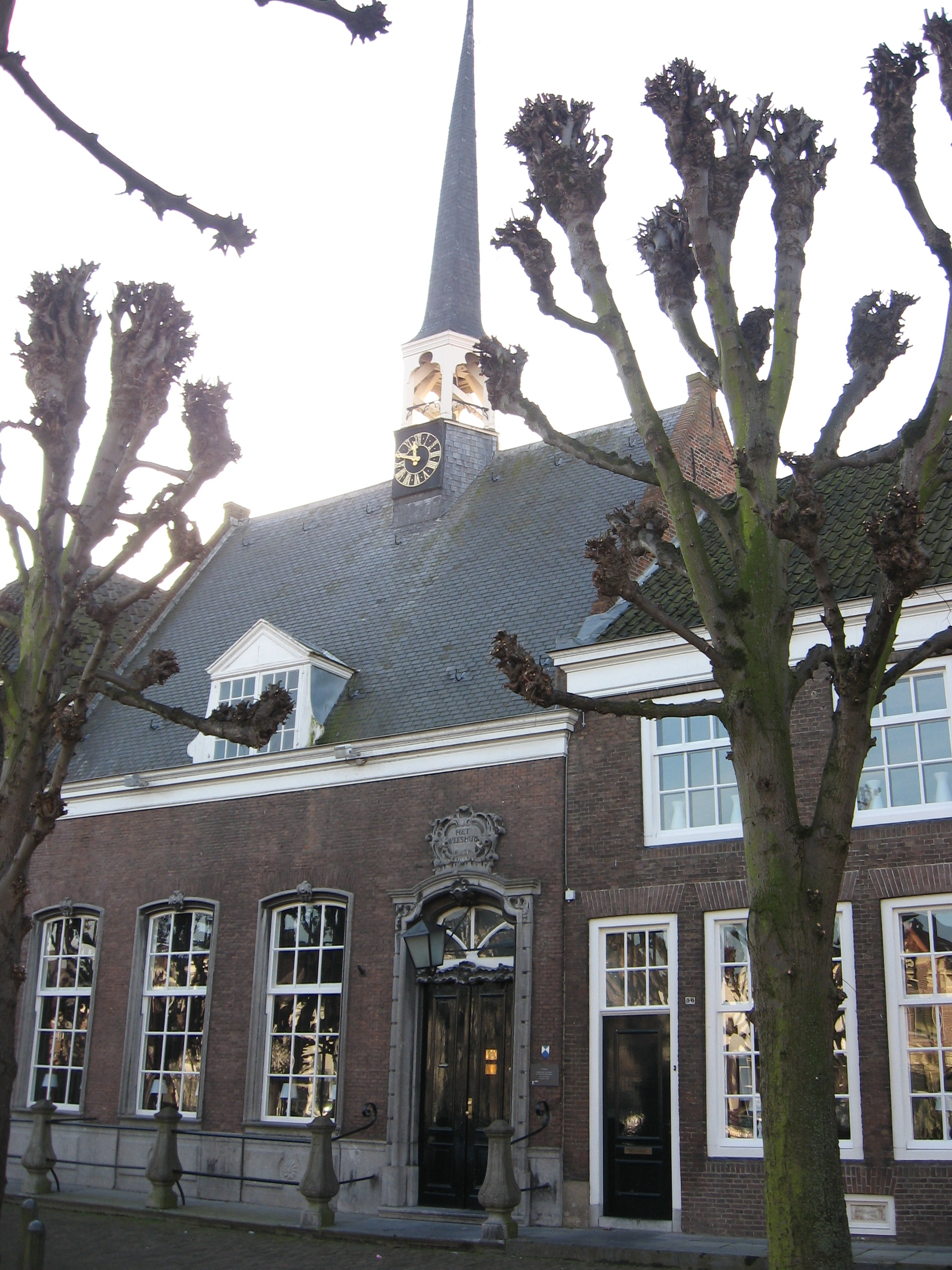
Weeshuys
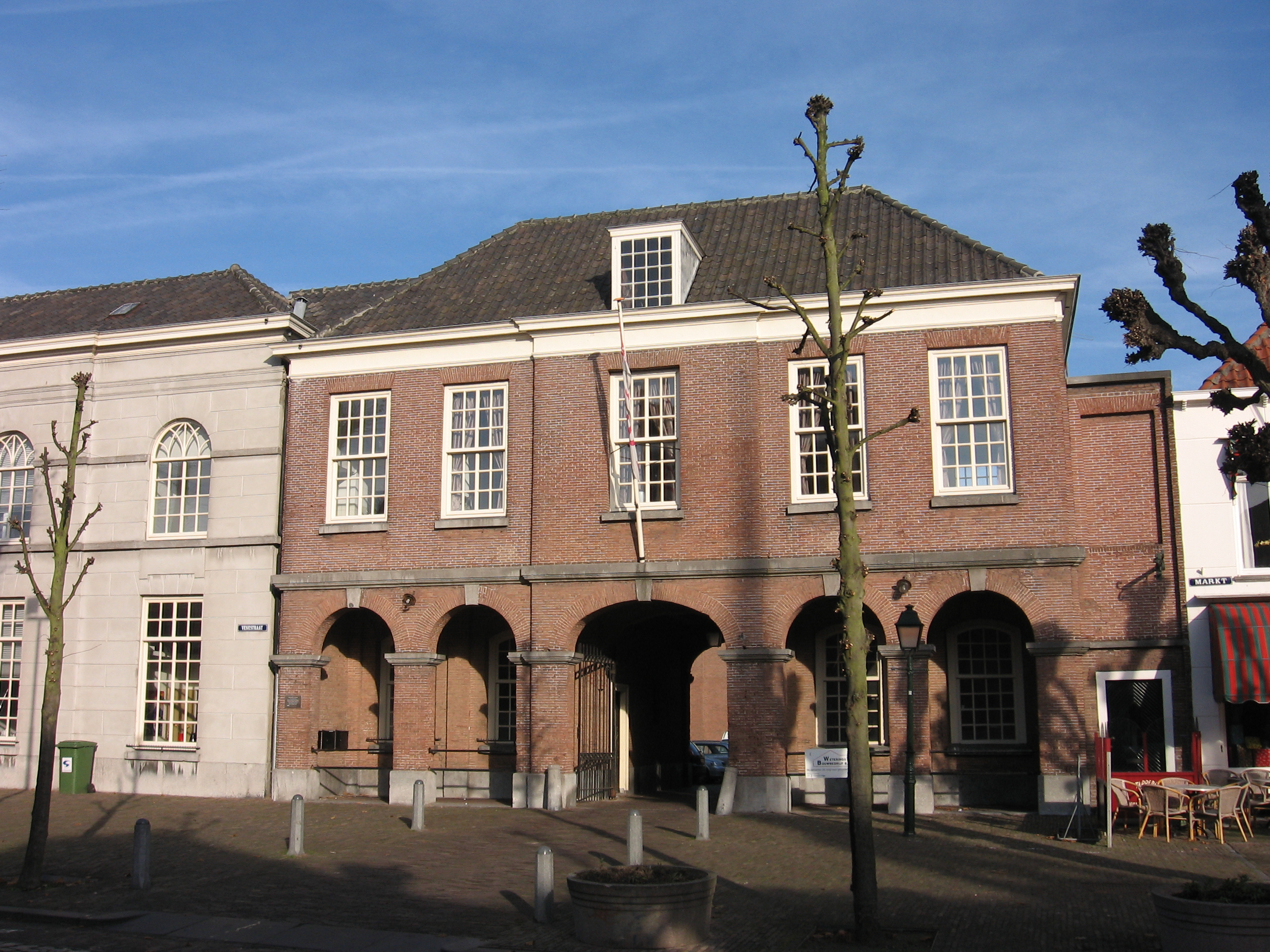
hoofdwacht
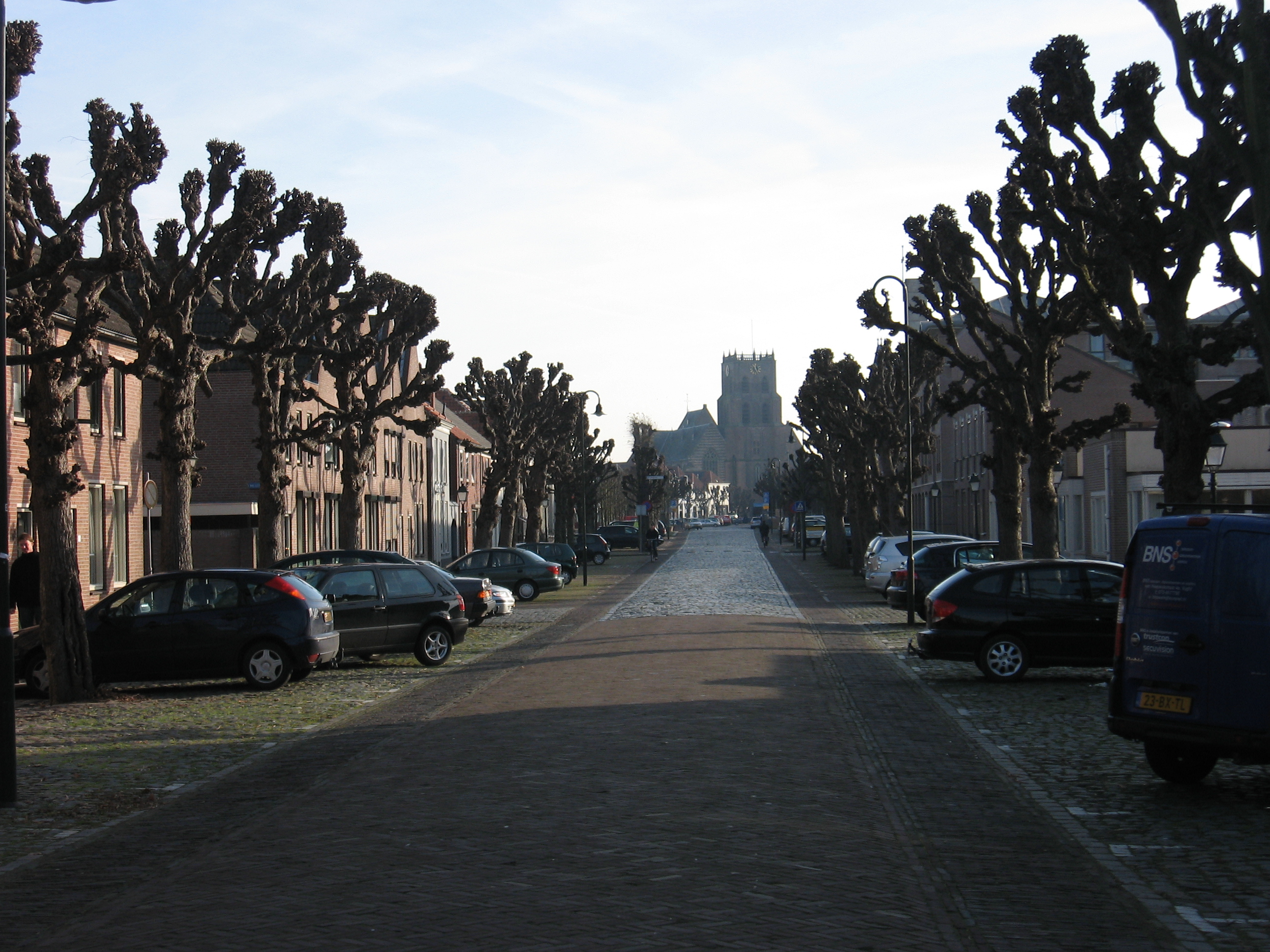
Zicht op de markt met Geertruidskerk